# Barbara Fleißner

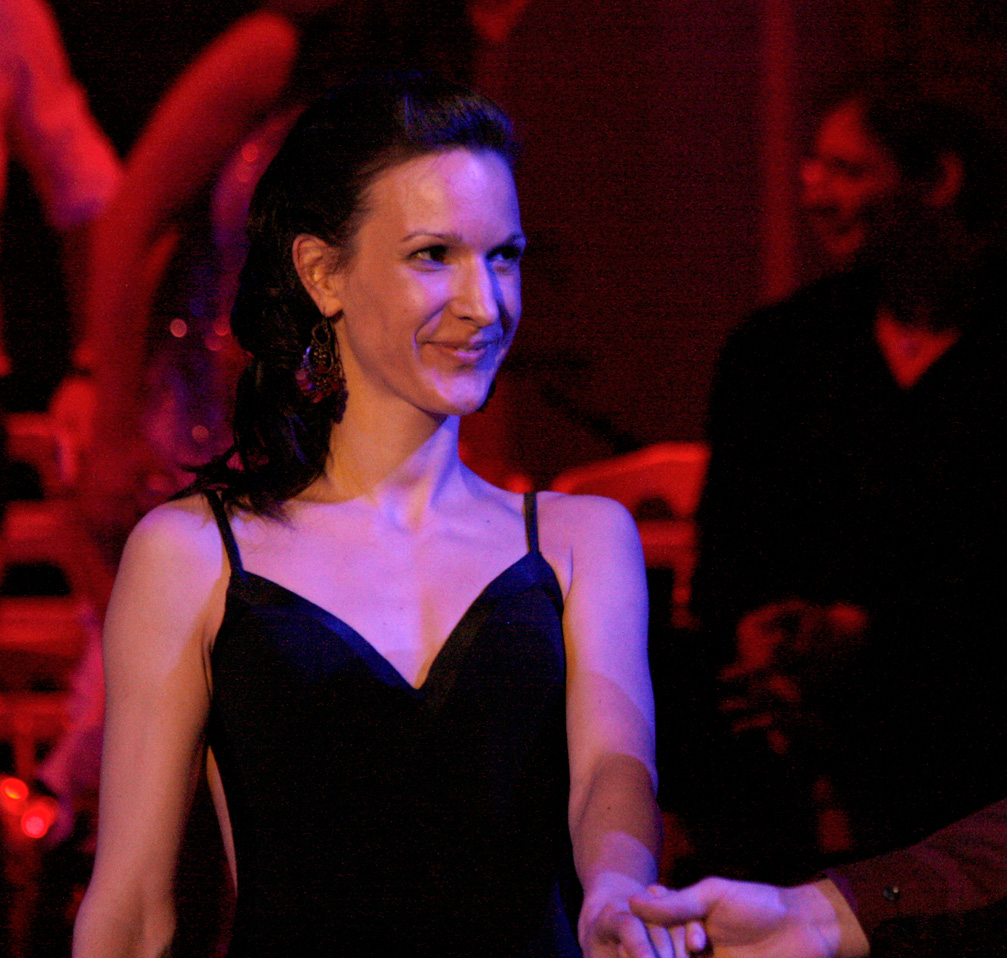
Barbara Fleißner (2010)

Barbara Fleißner (* 10. September 1983 in Klagenfurt, Kärnten) ist eine österreichische Fernsehmoderatorin und Podcasterin.

## Berufliches und Werdegang
Barbara Fleißner wuchs in Klagenfurt auf. Nach der Schulzeit am Ingeborg Bachmann Gymnasium zog sie nach Wien, um dort Schauspiel zu studieren.
Während der Studienzeit begann sie 2004 bei Radio 88.6 zu arbeiten, zunächst als Nachrichtensprecherin/Nachrichtenredakteurin, dann als Moderatorin, bevor sie 2006 ihre eigene Radiosendung bekam (Montag – Freitag 10–15 Uhr). 2011 wechselte sie zu Radio Energy und ein halbes Jahr später zu Radio Arabella.
Parallel dazu spielte Fleißner auf diversen Bühnen Österreichs (Tiroler Landestheater, Wald4tler Hoftheater, Ateliertheater, Freie Bühne Wieden). Sie studierte auch am New Yorker Lee Strasberg Institut Schauspiel.
2011 startet Barbara Fleißners Fernsehkarriere. Sie begann als Wettermoderatorin bei Café Puls auf Puls 4. 2013 wechselte sie zu Servus TV. Hier moderierte sie neben der Frühsendung Servus am Morgen, dem Abendmagazin Servus am Abend auch Hauptabendshows wie die „YPD Challenge“ oder eine fünfstündige Live-Übertragung der Salzburger Festspiele.
Seit 2018 ist Barbara Fleißner wieder bei Puls4 und moderiert hier gemeinsam mit Andreas Schmid das Frühstücksformat Café Puls, abwechselnd mit dem Team um Bianca Schwarzjirg und Florian Danner.
Außerdem moderiert sie das tägliche Magazin "Café Puls zu Mittag" – abwechselnd mit Bianca Schwarzjirg und Johanna Setzer.
Seit November 2019 betreibt Barbara Fleißner den Podcast "Perspektivenwechsel. Der Podcast für Gamechanger ".

## Privatleben
Seit 2014 ist Barbara Fleißner Mutter einer Tochter.